# Jorge Pulido
Jorge Pulido Mayoral ( Fuente Arriba del de los Pulimares, Castillo de Bayuela, Toledo, Castilla-La Mancha, España, 8 de abril de 1991) es un futbolista español. Juega de defensa y su equipo actual es la Sociedad Deportiva Huesca de la Segunda División de España.
Formado en las categorías inferiores del Atlético de Madrid, debutó con el primer equipo en 2010 y consiguió la Liga Europa de la UEFA en la temporada 2011-2012, la Supercopa de Europa en 2012 y la Copa del Rey en 2013.

## Trayectoria

### Inicios
Pulido llegó a la cantera del Atlético de Madrid con diez años. Hizo su debut en el fútbol profesional en la temporada 2009-10, con el Atlético B en la Segunda División B. Debutó con el primer equipo el 10 de noviembre de 2010 en el partido de vuelta de la primera eliminatoria de la Copa del Rey contra el Universidad de las Palmas en un partido que terminó empate a uno y que clasificó al equipo colchonero para la siguiente ronda merced al 0-5 obtenido en el partido de ida. En el año 2011, el 18 de febrero, se anunció la renovación de su contrato con el Atlético de Madrid hasta el año 2014 y el 15 de mayo debutó en Primera División en la trigésimo séptima jornada, frente al Hércules, consiguiendo una victoria por dos a uno. Pulido cometió un penalti que después no fue transformado en gol por el equipo rival al parar De Gea este lanzamiento. En la temporada 2011-12, Pulido fue inscrito en la Liga con ficha del primer equipo y lució el dorsal número 24.

### Rayo Vallecano
El 27 de enero de 2012 Pulido se marchó cedido al Rayo Vallecano hasta final de temporada. El 5 de febrero debutó con su nuevo club en el partido de Liga frente al Real Zaragoza que finalizó con una victoria del Rayo por uno a dos.

### Campeonatos
El 5 de julio de 2012 volvió a incorporarse al club colchonero después de la cesión. El 31 de agosto de 2012 consiguió su primer título al proclamarse campeón de la Supercopa de Europa al vencer al Chelsea, campeón de la Champions League, por cuatro goles a uno. El 4 de octubre debutó en la Europa League en la victoria por uno a cero ante el Viktoria Plzeň correspondiente a la segunda jornada de la fase de grupos. El 17 de mayo de 2013 se proclamó campeón de la Copa del Rey al vencer en la final al Real Madrid por dos goles a uno.

### Real Madrid Castilla
El 18 de julio de 2013 firmó por el Real Madrid tras desvincularse del club rojiblanco, incorporándose a su primer equipo filial, el Real Madrid Castilla que disputaba la Segunda División. En el filial madridista disputó 19 partidos, 15 de ellos como titular, terminando la temporada el club en vigésima posición y descendiendo de categoría. Al comienzo de la temporada 2014-15 Pulido fue despedido del Castilla quedando sin equipo.

### Albacete Balompié
El 6 de noviembre de 2014 tras lesionarse de gravedad el extremo Israel Bascón el Albacete decidió contratar a Pulido. Este fichaje se pudo realizar fuera del periodo de fichajes al encontrarse Jorge sin equipo y ocupar la ficha de un jugador lesionado de larga duración. En el noveno partido que disputó con el equipo manchego anotó el primer gol de su carrera profesional ayudando a su equipo a conseguir la victoria por dos a tres ante el Alcorcón. Después de un tiempo en el banquillo fue a probar suerte en Bélgica.

### SD Huesca
En verano de 2017 se incorporó a la SD Huesca, donde se convirtió en uno de los principales baluartes defensivos que ayudaron al equipo a lograr un histórico ascenso a Primera División.

## Selección nacional

### Categorías inferiores
Ha sido internacional con la Selección Española Sub-17, consiguiendo en 2008 el Campeonato Europeo Sub-17 y con la selección española sub-19 siendo subcampeón del Europeo Sub-19 de 2010. El 29 de junio de 2011 se anunció su convocatoria para el Mundial Sub-20 que se disputaría en Colombia entre el 29 de julio y el 20 de agosto de 2011. La Selección española llegó hasta cuartos de final donde cayó eliminada ante Brasil. El partido finalizó con empate a dos y Brasil se clasificó en la tanda de penaltis.

## Estadísticas

### Clubes
- Actualizado el 17 de enero de 2016[8]

| Club                                                                                       | Div           | Temporada     | Liga  | Liga  | Copas nacionales(1) | Copas nacionales(1) | Torneos internacionales(2) | Torneos internacionales(2) | Total | Total | Media goleadora |
| Club                                                                                       | Div           | Temporada     | Part. | Goles | Part.               | Goles               | Part.                      | Goles                      | Part. | Goles | Media goleadora |
| ------------------------------------------------------------------------------------------ | ------------- | ------------- | ----- | ----- | ------------------- | ------------------- | -------------------------- | -------------------------- | ----- | ----- | --------------- |
| Atlético de Madrid · España                                                                |               |               |       |       |                     |                     |                            |                            |       |       |                 |
| 1.ª                                                                                        | 2010-11       | 2             | 0     | 1     | 0                   | 0                   | 0                          | 3                          | 0     | 0     |                 |
| 1.ª                                                                                        | 2011-12       | 0             | 0     | 1     | 0                   | 0                   | 0                          | 1                          | 0     | 0     |                 |
| Total club                                                                                 | Total club    | 2             | 0     | 2     | 0                   | 0                   | 0                          | 4                          | 0     | 0     |                 |
| Rayo Vallecano · España                                                                    |               |               |       |       |                     |                     |                            |                            |       |       |                 |
| 1.ª                                                                                        | 2011-12       | 14            | 0     | -     | -                   | -                   | -                          | 14                         | 0     | 0     |                 |
| Total club                                                                                 | Total club    | 14            | 0     | -     | -                   | -                   | -                          | 14                         | 0     | 0     |                 |
| Atlético de Madrid · España                                                                |               |               |       |       |                     |                     |                            |                            |       |       |                 |
| 1.ª                                                                                        | 2012-13       | 1             | 0     | 2     | 0                   | 5                   | 0                          | 8                          | 0     | 0     |                 |
| Total club                                                                                 | Total club    | 1             | 0     | 2     | 0                   | 5                   | 0                          | 8                          | 0     | 0     |                 |
| Real Madrid Castilla · España                                                              |               |               |       |       |                     |                     |                            |                            |       |       |                 |
| 2.ª                                                                                        | 2012-13       | 19            | 0     | -     | -                   | -                   | -                          | 19                         | 0     | 0     |                 |
| Total club                                                                                 | Total club    | 19            | 0     | -     | -                   | -                   | -                          | 19                         | 0     | 0     |                 |
| Albacete Balompié · España                                                                 |               |               |       |       |                     |                     |                            |                            |       |       |                 |
| 2.ª                                                                                        | 2014-15       | 19            | 3     | 0     | 0                   | -                   | -                          | 19                         | 3     | 0,16  |                 |
| 2.ª                                                                                        | 2015-16       | 27            | 1     | 0     | 0                   | -                   | -                          | 27                         | 4     | 0,15  |                 |
| Total club                                                                                 | Total club    | 46            | 7     | 0     | 0                   | -                   | -                          | 46                         | 7     | 0     |                 |
| Sociedad Deportiva Huesca · España                                                         |               |               |       |       |                     |                     |                            |                            |       |       |                 |
| 2.ª                                                                                        | 2017-18       | 39            | 1     | 0     | 0                   | -                   | -                          | 39                         | 1     | 0,025 |                 |
| 1.ª                                                                                        | 2018-19       | 32            | 3     | 1     | 0                   | -                   | -                          | 33                         | 3     | 0,09  |                 |
| 2.ª                                                                                        | 2019-20       | 39            | 2     | 0     | 0                   | -                   | -                          | 39                         | 2     | 0,05  |                 |
| 1.ª                                                                                        | 2020-21       | 26            | 1     | 1     | 0                   | -                   | -                          | 26                         | 1     | 0,04  |                 |
| 2.ª                                                                                        | 2021-22       | 25            | 0     | 0     | 0                   | -                   | -                          | 25                         | 0     | 0     |                 |
| 2.ª                                                                                        | 2022-23       | 37            | 2     | 1     | 0                   | -                   | -                          | 38                         | 2     | 0,05  |                 |
| 2.ª                                                                                        | 2023-24       | 37            | 2     | 0     | 0                   | -                   | -                          | 37                         | 2     | 0,05  |                 |
| Total club                                                                                 | Total club    | 242           | 11    | 3     | 0                   | -                   | -                          | 245                        | 11    | 0,01  |                 |
| Total carrera                                                                              | Total carrera | Total carrera | 333   | 23    | 7                   | 0                   | 5                          | 0                          | 338   | 23    | 0               |
| (1) Incluye datos de Copa del Rey (2010-13). (2) Incluye datos de Europa League (2012-13). |               |               |       |       |                     |                     |                            |                            |       |       |                 |

## Palmarés

### Títulos nacionales
| Título                  | Club               | País   | Año  |
| ----------------------- | ------------------ | ------ | ---- |
| Copa del Rey            | Atlético de Madrid | España | 2013 |
| Campeonato 2.ª División | SD Huesca          | España | 2020 |

### Títulos internacionales
| Título              | Club(*)            | País   | Año       |
| ------------------- | ------------------ | ------ | --------- |
| Europeo Sub-17      | Selección española | España | 2008      |
| Supercopa de Europa | Atlético de Madrid | España | 2012      |
| Copa de la UEFA     | Atlético de Madrid | España | 2011–2012 |

(*) Incluyendo la selección

### Distinciones individuales
| Distinción                               | Año  |
| ---------------------------------------- | ---- |
| Defensa derecho de oro de Fútbol Draft   | 2009 |
| Defensa derecho de plata de Fútbol Draft | 2012 |